# УПА. Галицькі месники
УПА. Галицькі месники — український історичний документальний фільм про діяльність Української повстанської армії.

## Інформація про фільм
Документально-художній фільм про завзяту та майже безнадійну боротьбу Української повстанської армії проти червоноармійців та радянських спецслужб. Створений 2012 року Товариством пошуку жертв війни «Пам'ять» спільно з телекомпанією «НТА».
Автор сценарію та ведучий — Степан Грицюк, режисер-постановник — Любомир Горбач, оператор — Андрій Турянський. Головні ролі у фільмі виконали Сергій Мілюков, Юлія Келемець, Максим Свідрук та Орест Лега.
Тривалість фільму — 29 хвилин.
Фільм побудований на реальних історичних фактах та подіях, котрі підкріплені архівними документами, донесеннями чиновників радянської окупаційної влади та свідченнями очевидців. Головні події відбуваються в селі Скварява тодішнього Красненського району Львівської області, після повторного «визволення» Радянським Союзом 1944 року. У відповідь на масові грабунки, зґвалтування та вбивства галичан новими «визволителями», загони самооборони, відділи ОУН та УПА змінюють тактику боротьби з окупантами — подрібнившись на малі групи, беруть під захист місцеве населення. Месники мають перевагу: підтримка селян та знайома місцевість дають їм змогу вести активну боротьбу із загонами МГБ/НКВС ще добрих 15 років.